# Minamoto no Yoshimitsu
Minamoto no Yoshimitsu (新羅 三郎 源 義光 Shinra Saburō Minamoto no Yoshimitsu, 1045-1127), Hijo de Minamoto no Yoriyoshi, fue un samurái perteneciendo al Clan Minamoto durante el período Heian en Japón. Fue hermano del  famoso Minamoto no Yoshiie.  Minamoto no Yoshimitsu es reputado como el creador de uno de los estilos clásicos de las artes marciales en Japón, el Daito Ryu Aiki Jujutsu.
De acuerdo a la historia interna del estilo Daitō-ryū, Yoshimitsu disecaba los cuerpos de los hombres muertos en batalla, los estudiaba para determinar las zonas y los puntos vitales a golpear (atemi y kyusho / Dim mak), asicomo para desarrollar las técnicas de luxación de articulaciones kansetsu waza (関節技).
El Daitō-ryū toma su nombre del castillo donde Yoshimitsu vivió su niñez, llamado Castillo "Daitō", en la Provincia Ōmi (actualmente Prefectura de Shiga).
Por sus servicios como militar durante la Guerra Gosannen (1083-1087), Yoshimitsu fue nombrado Señor de la Provincia de Kai (actualmente Prefectura de Yamanashi), donde se terminó radicando.  El bisnieto de Yoshimitsu's , Nobuyoshi, adopta el apellido "Takeda" en honor a la población donde vive, y las técnicas que Yoshimitsu descubrió aún se transmiten en forma secreta dentro del los miembros del Clan Takeda hasta el siglo XIX cuando Sōkaku Takeda comienza a enseñar a personas que no pertenecen a su clan, quienes codifican aún más los secretos de la técnica siendo reservados para los discípulos más avanzados. 
Dentro de los muchos alumnos del maestro Takeda, se destacan su hijo Tokimune, el maestro Takuma Hisa, el fundador del arte marcial del Aikidō, el maestro Morihei Ueshiba y el creador del hapkido coreano Choi Young Sool.   